# Distenia columbina
Distenia columbina es una especie de escarabajo longicornio del género Distenia, categorizada en la tribu Disteniini, de la orden Coleoptera. Fue descrita por Lepeletier & Audinet-Serville en 1828.

## Descripción
Mide 17-27 mm de longitud.

## Distribución
Se distribuye por Argentina, Brasil y Paraguay.